# Georg Knoop
Johann Georg Knoop (* 30. Dezember 1797 in Göttingen; † 25. Dezember 1849 in Philadelphia) war ein deutscher Violoncellist.

## Leben und Werk
Georg Knoop war der zweite Sohn des Musiklehrers Konrad Knoop. Bereits 1818 wirkte er als Kammermusiker in Meiningen. Er heiratete dort 1818 Louisa Eleonora Kriegk, die Tochter des Konzertmeisters Johann Jacob Kriegk (1750–1814). Georg Knoop war ein hoch angesehener Violoncellist, der in Meiningen zu dieser Zeit auch häufig solistisch auftrat. Sein Sohn Huldreich trat ebenfalls bereits mit 13 Jahren als Solo-Violoncellist in Konzerten der Meininger Hofkapelle auf. Georg Knoop emigrierte 1840 in die Vereinigten Staaten.